# Njemačka Istočna Afrika
Njemačka Istočna Afrika (njem. Deutsch-Ostafrika) bila je njemačka kolonija u istočnoj Africi, koja je uključivala Burundi, Ruandu i Tanganjiku (kopneni dio današnje Tanzanije). Njezina površina je bila 994.996 km2, gotovo tri puta veća od današnje Njemačke.
Kolonija je nastala tijekom 1880-tih, a završila porazom Njemačkog Carstva u Prvom svjetskom ratu. Teritorij je bio podijeljen između Britanskog Carstva i Belgije, a kasnije je pretvoren u teritorij pod upravom Lige naroda.

## Povijest
Korijeni kolonije počinju kada je pustolov Carl Peters, osnovao "Društvo za njemačke kolonizacije" i potpisao ugovore s nekoliko plemenskih poglavara na kopnu nasuprot Zanzibara. Dana 3. ožujka 1885., Njemačka vlada je objavila da je dobila carsku povelju potpisanu od strane Bismarcka 27. veljače s namjerom uspostavljanja protektorata u istočnoj Africi. Peters regrutira stručnjake koji su počeli istraživati južno do Rufiji rijeke i sjeverno prema Witu te u blizu grada Lamua na obali.
Sultan Zanzibara je zbog toga prosvjedovo, tvrdeći da je vladar na kopnu, na to je njemački kancelar Otto von Bismarck poslao pet ratnih brodova, koji su stigli 7. kolovoza. Britanci i Nijemci složili su se da podijele kopno između sebe, a sultan nije imao izbora.
Abushiri buna 1888. godine, ugušena je sljedeće godine uz britansku pomoć. Godine 1890., London i Berlin potpisali su Ugovor Helgoland-Zanzibar, čime je vraćen Helgoland (zaplijenjeno tijekom Napoleonovih ratova) Njemačkoj i odlučeno o granicama Njemačke Istočne Afrike (točna granica ostala neizmijenjena do 1910. godine).
Između 1891. i 1894., pleme Hehe, na čelu s poglavarom Mkwawaeom, opiralo se njemačkoj ekspanziji. Međutim pleme Hehe porazili su suparnička plemena koja su podupirala Nijemce. Nakon godina gerilskog ratovanja, Mkwawa sam bio protjeran te je počinio samoubojstvo 1898. godine.
Nova pobuna dogodila se 1905. koju je ugušio guverner, grof Gustav Adolf von Götzen. No, skandali koji uskoro slijede, s pričama o korupciji i brutalnosti, dovode do toga da je 1907. kancelar Bernhard von Bülow imenovao je Bernharda Dernburga reformatorom kolonijalne uprave. Postao je modelom kolonijalne učinkovitosti i zapovijedao je izvanrednu lojalnost među domorocima tijekom Prvog svjetskog rata.
Njemačka kolonijalna vlast uvelike se oslanjala na izvorne načelnike za održavanje reda i prikupljanje poreza. Do 1 siječnja 1914., osim lokalne policije, vojne posade iz Schutztruppena ("zaštitne postrojbe") u Dar-es-Salaamu, Moshi, Iringi i Mahengu sastojale su se od 110 njemačkih policajaca (uključujući i 42 medicinskih djelatnika), 126 dočasnika i 2472 autohtoni vojnika (Askara).). Paul von Lettow-Vorbeck bio je važan general u Njemačkoj Istočnoj Africi tijekom Prvog svjetskog rata.

## Gospodarski razvoj
Trgovina i gospodarski rast počeli su se ozbiljno razvijati pod njemačkom upravom. Rano je shvaćeno da će ekonomski razvoj ovisiti o pouzdanom prijevozu. Više od 100.000 hektara, bili su pod sisalom. Posađeno je dva milijuna stabala kave a stabla kaučuka rasla su na 200.000 hektara, zajedno s velikim plantažama pamuka. Da bi se ove poljoprivredne proizvode plasiralo na tržište izgrađene su željezničke pruge. Najduža linija bila je duga 1247 km. Osim željeznice izgrađene su i luke s električnim dizalica, sa željezničkim pristup i skladištima.  Do 1914. Dar es Salaam i okolne pokrajine imaju populaciju od 166.000 stanovnika.
Rudnici zlata u Tanganjici u modernim vremenima datiraju iz njemačkog kolonijalnog razdoblja, počevši sa zlatnim otkrića u blizini jezera Victoria 1894. godine. Prvi rudnik zlata u koloniji, Sekenke, otvoren je 1909. godine nakon što je zlato pronađeno 1907.
Unatoč svim tim naporima, Njemačka Istočna Afrika nikada nije ostvarila profit za Njemačko Carstvo i trebala se subvencionirati iz Berlina.

## Obrazovanje
Njemačka je osmislila program za Afrikance koji su uključen u osnovne i srednje škole. "Predavač, obrasci, udžbenici, nastavni materijali, svi ispunjeni standardi neusporedivi s bilo gdje u tropskoj Africi."  Godine 1924., deset godina nakon početka Prvog svjetskog rata, a šest godina od britanske vlasti,  američka komisija je izvijestila da su Nijemci ostvarile čudo u obrazovanju i da će proći dosta vremena dok se dostignu ti standardi.
Jedan od utjecaja tog njemačkog razvoja obrazovanja u njihovoj koloniji je riječ "shule" (iz "Schule" u njemačkom, hrvatski: škola). Budući da su Nijemci prvi kolonijalisti koji su uspostaviti solidan obrazovni program u istočnoj Africi, riječ "shule" se koristi u svahili jeziku i francuskom jeziku Istočne Afrike.

## Prvi svjetski rat
Priča o Njemačkoj Istočnoj Africi u Prvom svjetskom ratu je u suštini povijest vojnog zapovjednika generala Paula von Lettowa-Vorbecka. Lettow-Vorbeck je proveo rat u borbi protiv Britanskog Carstva, imao je oko 3.500 Europljana i 12.000 domaćih vojnika, Britanci su imali oko 40.000 vojnika. Jedna od velikih bitki bila je kod Tanga od 3. do 5. studenog 1914. gdje je Lettow-Vorbeck pobijedio britanske snage osam puta veće od njemačkih.
Njemački uspjesi u ratovanju primorli su Britaniju da izdvoji znatna sredstva za ratovanje. Na kraju zbog većeg broja vojnika, pogotovo nakon dolaska snaga sa zapada iz Belgijskog Konga Lettow-Vorbeck bio je prisiljen napustiti koloniju. Povukao se u Mozambik, a zatim u Sjevernu Rodeziju gdje je dogovoreno primirje tri dana nakon završetka rata.
Lettow-Vorbeck bio cijenjen nakon rata, kao jedan od njemačkih junaka, a njegove Schutztruppe bile su slavljene kao jedina njemačka kolonijalna sila u Prvom svjetskom ratu koja nije poražena u otvorenoj borbi. Borci Askari koji su se borili u Njemačkoj Istočnoj Africi kasnije su dobili mirovine od Weimarske Republika i Savezne Republike Njemačke (Zapadna Njemačka).
Njemačka krstarica SMS Königsberg također se borila na obalama istočne Afrike.  Versajskim ugovorom ukinuta je kolonija, sjeverozapadno područje pripalo je Belgiji (Ruanda-Urundi), mali Kionga trokut južno od rijeke Rovume Portugalu  (Mozambik), a ostatak Velikoj Britaniji (Tanganjika).

## Povezano
- Njemačka Jugozapadna Afrika
- Njemački Kamerun
- Togoland
- Namibijski Nijemci
- Britanska Istočna Afrika

## Vanjske poveznice
- Kovanice i novčanice Njemačke Istočne Afrike